# Świętajno Naterskie
Świętajno Naterskie (lub Jezioro Naterskie, niem. Nattern See) – jezioro rynnowe w Polsce, w województwie warmińsko-mazurskim, w powiecie olsztyńskim, w gminie Gietrzwałd.

## Położenie i charakterystyka
Jezioro leży na Pojezierzu Olsztyńskim, natomiast w regionalizacji przyrodniczo-leśnej – w mezoregionie Puszcz Mazurskich, w dorzeczu Giłwa–Pasłęka. Znajduje się około 10 km w kierunku południowo-zachodnim od Olsztyna, na północ od Jeziora Wulpińskiego. Nad wschodnimi brzegami leży wieś Naterki. Jezioro jest zasilane kilkoma niewielkimi ciekami, a wody są odprowadzane na zachodzie w kierunku Jeziora Wulpińskiego poprzez Kanał Siła. Zlewnia całkowita jeziora wynosi 11,7 km², natomiast bezpośrednia 2,1 km².
Linia brzegowa niezbyt rozwinięta, regularna. Zbiornik wodny leży w otoczeniu pól i łąk, lasy jedynie na północy i południu. Brzegi zróżnicowane – wysokie i strome lub łagodnie wznoszące się, a wręcz płaskie. Ławica przybrzeżna piaszczysta, dno muliste. Kształt wydłużony w kierunku z północnego zachodu na południowy wschód.
Zgodnie z typologią abiotyczną zbiornik wodny został sklasyfikowany jako jezioro o wysokiej zawartości wapnia, o dużym wypływie zlewni, stratyfikowane, leżące na obszarze Nizin Wschodniobałtycko-Białoruskich (6a).
Zbiornik wodny według typologii rybackiej jezior zalicza się do sandaczowych.
Jezioro leży na terenie obwodu rybackiego jeziora Wulpińskie nr 5. Na akwenie obowiązuje strefa ciszy.

## Morfometria
Według danych Instytutu Rybactwa Śródlądowego powierzchnia zwierciadła wody jeziora wynosi 73,7 ha. Średnia głębokość zbiornika wodnego to 5,0 m, a maksymalna – 9,7 m. Lustro wody znajduje się na wysokości 115,9 m n.p.m. Objętość jeziora wynosi 3703,2 tys. m³. Maksymalna długość jeziora to 2200 m, a szerokość 530 m. Długość linii brzegowej wynosi 5000 m.
Inne dane uzyskano natomiast poprzez planimetrię jeziora na mapach w skali 1:50 000 opracowanych w Państwowym Układzie Współrzędnych 1965, zgodnie z poziomem odniesienia Kronsztadt. Otrzymana w ten sposób powierzchnia zbiornika wodnego to 70,0 ha, a wysokość bezwzględna lustra wody – 115,9 m n.p.m.

## Przyroda
W skład pogłowia występujących ryb wchodzą m.in. szczupak, leszcz, płoć i sandacz. Wśród ubogiej roślinności przybrzeżnej porastającej brzegi w sposób nieregularny dominuje trzcina i sitowie. Wśród roślinności zanurzonej, bujniejszej w północnej części, przeważa wywłócznik.
Jezioro leży na terenie Obszaru Chronionego Krajobrazu Doliny Pasłęki o łącznej powierzchni 43 420,82 ha.
W 2015 roku stan ekologiczny jeziora został określony jako umiarkowany, co oznacza III klasę jakości wód.

## Historia
Jezioro po raz pierwszy wzmiankowano w 1349 roku jako Swyntheynen. W 1363 w kontekście akwenu wymieniono nazwę Swyntheyn, a w 1417 Swynteyn. Według Grzegorza Białuńskiego jezioro było położone na pograniczu Pogezanii i Galindii. Zbiornik wodny miał prawdopodobnie charakter kultowy dla Prusów.